# Det britiske parlament
Det britiske parlament er den højeste lovgivende myndighed i Det forenede kongerige og de britiske oversøiske territorier. Det består af tre komponenter: den britiske monark, Overhuset og Underhuset. Kun den sidstnævnte komponent er demokratisk valgt. Overhuset og Underhuset holder møder i hvert sit kammer i Palace of Westminster i London.
 

## Sammensætning
Parlamentets tre komponenter forudsættes at være adskilt fra hinanden. Ingen kan således være medlem af mere end én komponent. Overhusets medlemmer er udelukket fra valg til Underhuset, og efter sædvane stemmer monarken ikke.

### Den britiske monark
Den britiske monark udgør en af bestanddelene i Parlamentet. Det er monarken gennem Parlamentet (Queen-in-Parliament eller King-in-Parliament), som er kilden til al lovgivende myndighed i Storbritannien. I praksis er monarkens rolle imidlertid i dag alene ceremoniel, svarende til monarkens rolle i Danmark.

### Overhuset
Overhuset (House of Lords) bestod især af udnævnte, ikke-valgte medlemmer. Medlemmerne deles i to kategorier: Lords Spiritual (de øverste gejstlige ledere i Den engelske kirke) og Lords Temporal (medlemmer af adelen). Dette genspejles i Overhusets formelle titel: The Right Honourable The Lords Spiritual and Temporal in Parliament Assembled. De to medlemskategorier regnes som separate stande, men de møder, debatterer og stemmer sammen. Der er cirka 700 medlemmer i Overhuset, hvoraf 26 er gejstlige.
Efter en ny reform kan arvelige titler ikke som tidligere skaffe en plads i overhuset. I dag bliver man valgt til at være i Overhuset, oftest af premierministeren.

### Underhuset
I Underhuset (House of Commons) er den sidste stand repræsenteret. Den formelle titel er The Honourable The Commons in Parliament Assembled. Underhuset medlemmer blev i 2005 reduceret fra 659 til 646 medlemmer, som er demokratisk valgt i enkeltmandskredse. Lederen af Underhuset kaldes Speaker of the House. Dette stammer fra tiden, da han talte Underhusets sag foran kongen. Den nuværende (pr. 2020) speaker er Lindsay Hoyle. Parlamentsmedlemmerne henvender sig til Speaker of The House, før de får tilladelse til at tale. Medlemmerne beder speakeren om tilladelse til at tale ved at bruge formen "Mr. speaker".
Det største parti i Underhuset er for tiden de konservative med 354 mandater. Det er deres partileder, Rishi Sunak , som p.t.(2023) er premierminister i Storbritannien.

## Politisk system
Storbritanniens politik er baseret på konstitutionelt monarki med parlamentarisk styreform. Ordningen er blevet efterlignet jorden rundt som en arv fra den britiske kolonitid. Stater, som følger den britiske ordning, siges ofte at operere i overensstemmelse med Westminster-modellen.

## Valgsystemet
Parlamentsmedlemmerne vælges ved flertalsvalg i enkeltmandskredse eller populært first past the post. Konceptet er, at den kandidat, som får det største antal stemmer i en valgkreds, bliver parlamentsmedlem.
På den ene side medvirker dette system til at forhindre dannelsen af regeringer, som ikke har noget egentligt flertal i Parlamentet (koalitionsregeringer). Kritikere af systemet mener derimod, at det er uretfærdigt mod de mindre partier, da det er lettere for de store partier at gøre sig gældende.
Der er ingen suppleanter, da stemmerne opgøres kandidat for kandidat, og hvert parti opstiller typisk kun én kandidat i hver kreds for at undgå stemmespild. Hvis et parlamentsmedlem udtræder eller dør i valgperioden, afholdes suppleringsvalg i den pågældende valgkreds.

## Eksterne links
- Officielt website Arkiveret 23. februar 2011 hos  Wayback Machine

51°29′58″N 0°07′27″V / 51.4994°N 0.1242°V